# Jerzy Bartoszkiewicz
Jerzy Bartoszkiewicz (ur. 18 stycznia 1931 w Rydzynie, zm. 28 października 1980) – polski żużlowiec.

## Kariera sportowa
Reprezentował Spartę Śrem (1956-1962), Stal Gorzów Wielkopolski (1963-1966) z którą wywalczył 3 srebrne medale drużynowych mistrzostw Polski oraz II-ligową Polonię Piła (1967) i Gwardię Łódź (1968-1969). 
Finalista Złotego Kasku w sezonie 1965.